# Gradski stadion Lapad
Gradski stadion Lapad je nogometni stadion u Dubrovniku. Može primiti oko 3.000 gledatelja. Bio je zajedničko igralište do ujedinjenja nogometnih klubova GOŠK i HNK Dubrovnik 1919. Lapadski se stadion nalazi u dubrovačkom gradskom kotaru Lapad. Izgrađen je 1919. godine. U prizemlju zapadnog dijela su 2 svlačionice. 